# Verteidigungsbezirkskommando 23

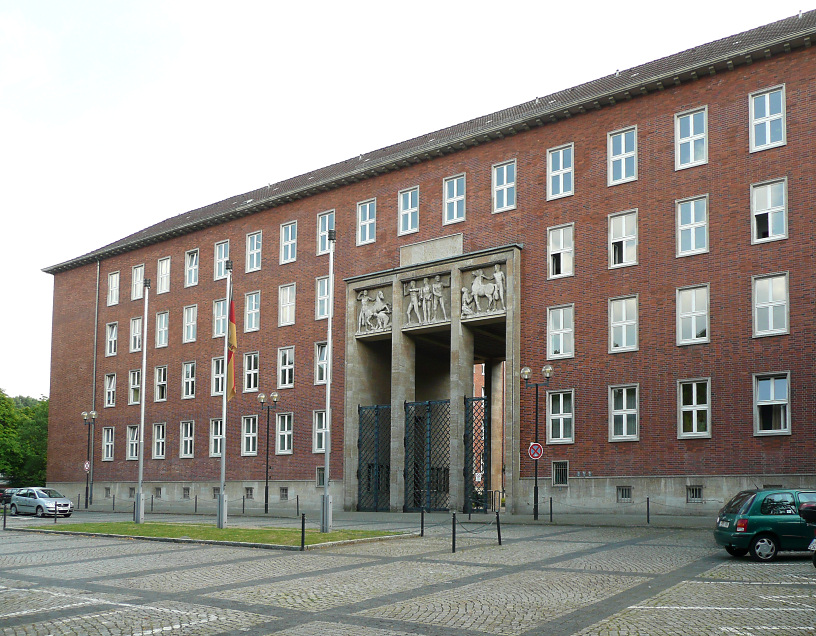
Letzter Sitz des Stabes: die Kurt-Schumacher-Kaserne in Hannover

Kommandozeichen des Kommandeurs des Verteidigungsbezirkskommandos 23

Das Verteidigungsbezirkskommando 23 war ein Verteidigungsbezirkskommando (VBK) der Bundeswehr mit Sitz des Stabs zuletzt in Hannover. Hauptaufgabe des Kommandos war die Territoriale Verteidigung in seinem Verteidigungsbezirk.

## Geschichte

### Aufstellung
Das Verteidigungsbezirkskommando wurde zur Einnahme der Heeresstruktur II in den 1960er-Jahren als Teil des Territorialheeres ausgeplant und dem Befehlshaber im Wehrbereich II unterstellt. Angelehnt an die zivile Verwaltungsgliederung entsprach der Verteidigungsbezirk in etwa dem Verwaltungsbezirk Braunschweig und dem Regierungsbezirk Hildesheim. In der Heeresstruktur II war das Verteidigungsbezirkskommando 23 eines der wenigen Verteidigungsbezirkskommandos mit einem regierungsbezirksübergreifenden Kommandobereich. Der Standort des Stabs war zunächst Hildesheim.

### Erweiterung
Als 1978 in Niedersachsen die Regierungsbezirke neu geordnet wurden, der Regierungsbezirk Hildesheim aufgelöst wurde und sein bisheriges Gebiet größtenteils dem bisherigen Verwaltungsbezirk Braunschweig, fortan als Regierungsbezirk Braunschweig bezeichnet, eingegliedert wurde, verlegte das Verteidigungsbezirkskommando zum Sitz der Bezirksregierung nach Braunschweig. Das Verteidigungsbezirkskommando  23 war nun für das gesamte Gebiet des Regierungsbezirks Braunschweig zuständig, so dass in Südostniedersachsen nun die militärische Territorialorganisation und die politische Verwaltungseinteilung erstmals übereinstimmte.

### Wechsel in die Streitkräftebasis
2001 wurde das Territorialheer aufgelöst. Die Wehrbereichskommandos und Verteidigungsbezirkskommandos wurden der neu aufgestellten Streitkräftebasis unterstellt. Die Wehrbereiche und Verteidigungsbezirke wurden grundlegend neu geordnet und ihre Anzahl reduziert. Das Verteidigungsbezirkskommando 23 wurde dem Wehrbereich I unterstellt. Das Verteidigungsbezirkskommando 22 wurde aufgelöst und dessen Kommandobereich, der im Wesentlichen dem Regierungsbezirk Hannover entsprach, dem Verteidigungsbezirk 23 eingegliedert. Die unterstellten Verteidigungskreiskommandos wurden aufgelöst und deren Aufgaben teils den neu aufgestellten Kreisverbindungskommandos übertragen.
Ende 2003 verlegt etwa zeitgleich mit Auflösung der Regierungsbezirke Braunschweig und Hannover der Stab von der Braunschweiger Heinrich-der-Löwe-Kaserne in die Kurt-Schumacher-Kaserne in die Landeshauptstadt Hannover.

### Auflösung
Das Verteidigungsbezirkskommando 23 wurde 2007 außer Dienst gestellt. Einige seiner Aufträge wurden dem neu aufgestellten Landeskommando Niedersachsen und unterstellten Bezirksverbindungskommandos übertragen.

## Gliederung
Das Verteidigungsbezirkskommando umfasste wie die meisten Truppenteile des Territorialheeres nur wenige aktive Soldaten. Erst im Verteidigungsfall konnte das Verteidigungsbezirkskommando durch die Einberufung von Reservisten und die Mobilmachung eingelagerten und zivilen Materials auf eine Truppenstärke anwachsen, die um 1989 etwa eines Regiments oder eines Bataillons des Feldheeres entsprach. Die längste Zeit seines Bestehens untergliederte sich das Verteidigungsbezirkskommando abgeleitet von der zivilen Verwaltungsgliederung noch weiter in unterstellte Verteidigungskreiskommandos. Dem Verteidigungsbezirkskommando 23 waren um 1989 die Verteidigungskreiskommandos 231 (Braunschweig) und 232 (Göttingen) unterstellt.
Wegen der Nähe zur Zonengrenze ähnlich wie im Osten des Wehrbereichskommandos I und im Verteidigungsbezirkskommando 25 waren im Verteidigungsbezirk 23 um 1989 keine Heimatschutzkompanien als Kern der infanteristisch geprägten Heimatschutztruppe aufgestellt.

## Verbandsabzeichen

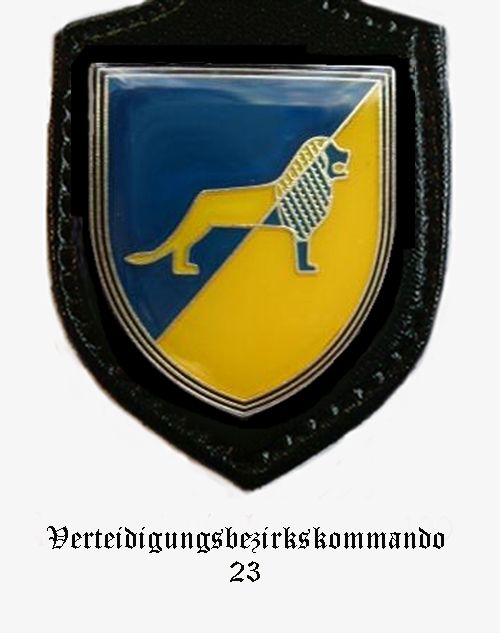
Internes Verbandsabzeichen des Stabes/Stabskompanie

Das Verteidigungsbezirkskommando führte aufgrund seiner Ausplanung als überwiegend nicht aktiver Truppenteil kein eigenes Verbandsabzeichen. Die wenigen aktiven Soldaten trugen daher das Verbandsabzeichen des übergeordneten Wehrbereichskommandos.
Als „Abzeichen“ wurde daher unpräzise manchmal das interne Verbandsabzeichen des Stabes und der Stabskompanie „pars pro toto“ für das gesamte Verteidigungsbezirkskommando genutzt. Es zeigte im Wesentlichen als Hinweis auf den Stationierungsraum als Figur den Braunschweiger Löwen ähnlich wie im Wappen der Stadt Braunschweig. Gelb-blau waren die Landesfarben des Landes Braunschweig.